# Condado de Tolland
El condado de Tolland está localizado en el este del estado de Connecticut. Según el censo realizado en el año 2000 la población de este estado era de 136 364. En este condado se encuentra la ciudad homónima de Tolland.
En Connecticut no existe gobierno legislativo ni ejecutivo al nivel de condado; sin embargo sí que existen juzgados de lo civil y lo penal a este nivel. Cada ciudad o pueblo es responsable de los servicios locales, como la educación, el servicio de bomberos, el departamento de policía... o incluso son responsables de quitar la nieve en invierno. En Connecticut, los pueblos y las ciudades deben ponerse de acuerdo para ofrecer servicios y para crear un servicio de educación regional.

## Geografía
Según la Oficina del Censo, el condado tiene un área total de 1080 km² (417 mi²), de la cual 1062 km² (410 mi²) es tierra y 18 km² (6,9 mi²) (1.66%) es agua.

### Condados adyacentes
- Condado de Hartford (oeste)
- Condado de New London (sur)
- Condado de Windham (este)
- Condado de Hampden (noroeste)
- Condado de Worcester, Massachusetts (noroeste)

## Demografía
Según el censo de 2000, había 136 364 personas, 49 431 hogares y 34 156 familias residiendo en la localidad. La densidad de población era de 128 hab./km². Había 51 570 viviendas con una densidad media de 49 viviendas/km². El 92.34% de los habitantes eran blancos, el 2.72% afroamericanos, el 0.21% amerindios, el 2.27% asiáticos, el 0.03% isleños del Pacífico, el 1.08% de otras razas y el 1.35% pertenecía a dos o más razas. El 2.84% de la población eran hispanos o latinos de cualquier raza.
Los ingresos medios por hogar en la localidad eran de $59 044 y los ingresos medios por familia eran $70 856. Los hombres tenían unos ingresos medios de $46 619 frente a los $34 255 para las mujeres. La renta per cápita para el condado era de $25 474. Alrededor del 5.60% de la población estaban por debajo del umbral de pobreza.

## Localidades

### Pueblos
Andover | 
Bolton | 
Columbia | 
Coventry | 
Ellington | 
Hebron | 
Mansfield | 
Somers | 
Stafford | 
Tolland | 
Union | 
Vernon | 
Willington 

### Lugares designados por el censo
Coventry Lake | 
Crystal Lake | 
Mansfield Center | 
Rockville | 
Stafford Springs |
South Coventry | 
Somers |
Storrs 

### Áreas no incorporadas
Hydeville | 
Mansfield Hollow | 
Somersville | 
Stafford Hollow | 
Talcottville 